# Roch Dąmbski
Roch Dąmbski z Lubrańca herbu Godziemba – burgrabia krakowski w latach 1786–1792, chorąży wojsk koronnych w 1785 roku. Urodził się w 1758 roku w Chruszczynie Wielkiej, której był późniejszym właścicielem. W swych dobrach majątkowych posiadał też Kaliny.
Syn Rocha (zm. 1759), pułkownika wojsk koronnych i Karoliny Wielowiejskiej. Z małżeństwa z Magdaleną Staniszewską urodziło się dwóch synów i sześć córek. 
Był komisarzem Sejmu Czteroletniego z powiatu krakowskiego województwa krakowskiego do szacowania intrat dóbr ziemskich w 1789 roku.